# Lexington (Virgínia)
Lexington é uma cidade independente localizada no estado americano de Virgínia. A sua área é de 6,4 km², sua população é de 6 867 habitantes, e sua densidade populacional é de 1 064,8 hab/km² (segundo o censo americano de 2000). A cidade foi fundada em 1777.